# Mayaguana
Mayaguana es la isla más oriental de las Bahamas (Antillas) y la menos desarrollada de todo el grupo. Es una de las dos islas de las Bahamas, que tienen un nombre en arawak (la otra es Inagua). Según el censo del 2000 tiene una población de 259 habitantes, que en el 2007 se estima ha llegado a 312.
Ubicada a unos 80 kilómetros al norte de Inagua y 500 kilómetros al sur de la capital de las Bahamas, Nassau, Mayaguana es considerado como el punto medio entre la península de Florida y la isla de Puerto Rico. Es un atracadero popular para navegantes en ruta de Estados Unidos hacia el Caribe.

## Historia
Mayaguana estuvo deshabitada hasta 1812, cuando comenzó a recibir población de migrantes desde las Islas Turcas y Caicos, ubicadas a unos 90 kilómetros al sudeste.
El historiador brasileño Antonio Varnhagen sugirió en 1824 que Mayaguana es la isla Guanahani, la primera a la que llegó Cristóbal Colón el 12 de octubre de 1492.
Durante el Proyecto Mercury de la NASA y el Programa Apolo, los Estados Unidos instalaron una estación de restreo de misiles en el aeropuerto de la isla, que fue utilizada para ayudar a los astronautas a mantener el curso.
El gobierno de las Bahamas ha estado trabajando recientemente con inversores estadounidenses para hacer de Mayaguana una área de libre comercio y un centro turístico. La propuesta ha sido resistida por los mayaguanianos y los bahamianos en general, entre ellos el muy influyente periódico Nassau Guardian.

## Población y cultura
El mayor asentamiento es Bahía de Abraham (Abraham's Bay) en la costa sur. Otros asentamientos son Bahía Betsy (Betsy Bay) y Pozo del Pirata (Pirate's Well) en el noroeste. Las áreas deshabitadas de Upper Point (costa norte), Punto Noreste (Northeast Point) y Punto Sudeste (Southeast Point) no tiene rutas terrestres de acceso.
Mayaguana, la menos desarrollada de las islas Bahamas, nunca tuvo un crecimiento importante. La mayoría de su población vive de la pesca y sus granjas. Su comunicación principal es el sistema de botes que distribuyen el correo, que llega una vez por semana.

## Ambiente
Mayaguana tiene un suelo sumamente fértil, apto para la agricultura y los bosques. Maderas duras como el lignum vitae, más conocido como Palo Santo, y otras pueden encontrarse en la isla. La isla tiene varias reservas naturales.
Debido a su condición de ser la isla más oriental de la cadena de las Bahamas, Mayaguana limita al este con las fosas profundas del océano Atlántico. En sus alrededores pueden encontrarse muchos arrecifes de coral, así como restos de naufragios.
Mayaguana es el hogar de la hutia de las Bahamas, un roedor que estuvo a punto de extinguirse en los años 60, y también del flamenco de las Indias Occidentales, la iguana, entre otros. En la zona deshabitada de la isla existen abundantes sitios de anidaje de tortugas marinas. Unas 118 especies de pájaros pueden ser halladas incluyendo dos grandes colonias de alcatraces pardos (Sula leucogaster).

## Turismo
Debido a que es la más aislada de las Islas Bahamas, Mayaguana es la menos visitada por los turistas. La mayor parte de los turistas que recibe buscan precisamente el aislamiento, así como el buceo en los arrecifes y caza de patos. Es un centro de ecoturismo.
La isla es accesible por vía aérea, a través del Aeropuerto de Mayaguana (MYG), ubicado al sudeste de Bahía de Abraham.